# Breakthru (datorspel)
Breakthru (ブレーク スルー Bureikusurū?) är ett arkadspel utvecklat av Data East, och även porterat till NES.

## Handling
Målet är ett styra en sandloppa genom fiendens område på fem olika banor: "Berg", "Bro", "Prärie" (i tidiga utgåvor "Djungel"), "Stad", och slutligen gäller det att återta stridsflygplanet PK430, som fienden stulit.

### Fotnoter
1. ↑  ”Breakthru”. NES DB. 28 februari 1987. Arkiverad från originalet den 11 mars 2015. https://web.archive.org/web/20150311182731/http://www.nesdb.se/game_more.php?id=203&rid=1. Läst 28 juni 2014.